# Igelfische
Die Igelfische (Diodontidae) sind eine Familie in der Ordnung der Kugelfischverwandten (Tetraodontiformes) mit rund 20 Arten. Der wissenschaftliche Name bedeutet wörtlich „Zweizähner“ (griechisch di- „zwei“, odont- „Zahn“).

## Lebensraum
Igelfische leben vor den Küsten in flachen subtropischen und tropischen Meeren. Dort bewohnen sie die Korallenriffe. Einige Arten kommen auch im offenen Meer vor, wobei sie sich manchmal in großen Gruppen ansammeln. Beim Schwimmen bewegen sie sich langsam fort.

## Beschreibung
Igelfische verfügen wie die Kugelfische über Stacheln am Körper, die jedoch wesentlich größer und kräftiger sind. Diese liegen bei der Gattung Diodon am Körper eng an, bei der Gattung Chilomycterus stehen sie fest vom Körper ab. Die Stacheln entstanden aus Knochenplatten. Bei Gefahr pumpen sie sich mit Wasser auf, sodass sich die Stacheln aufrichten. In dieser Abwehrhaltung sind sie nur von wenigen großen Fischen verschlingbar. Bei Menschen kann es zu schweren Entzündungen führen, wenn sie durch die Stacheln verletzt werden.
Im Ober- und Unterkiefer befinden sich Zahnplatten, die in der Mitte des Ober- und Unterkiefers miteinander verwachsen sind. Igelfische ernähren sich vorwiegend von kleinen Schalentieren, die sie geschickt durch kräftiges „Pusten“ in den Meeresgrund freilegen. Mit den Zahnplatten und einer äußerst kräftigen Kiefermuskulatur knacken sie die Schalen auf, um den genießbaren Inhalt zu verspeisen.

## Systematik
- Allomycterus

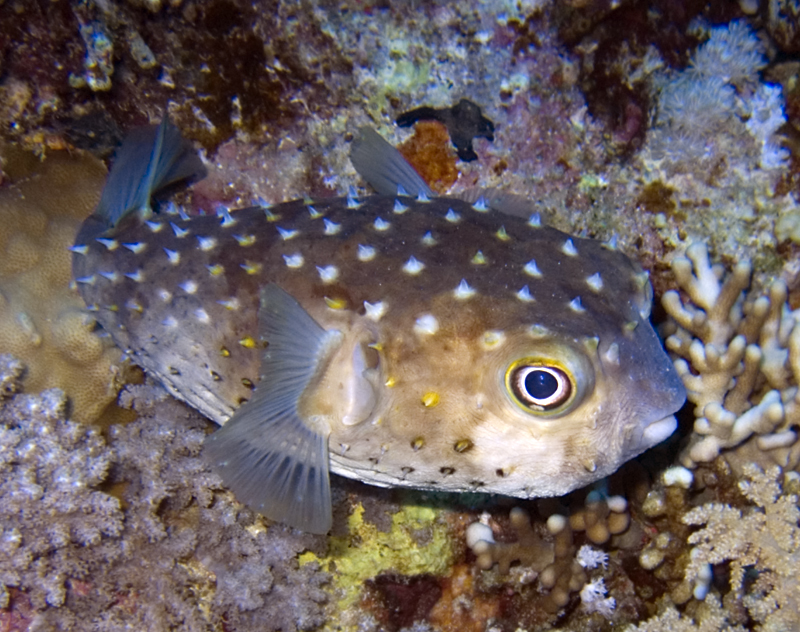
Cyclichthys spilostylus

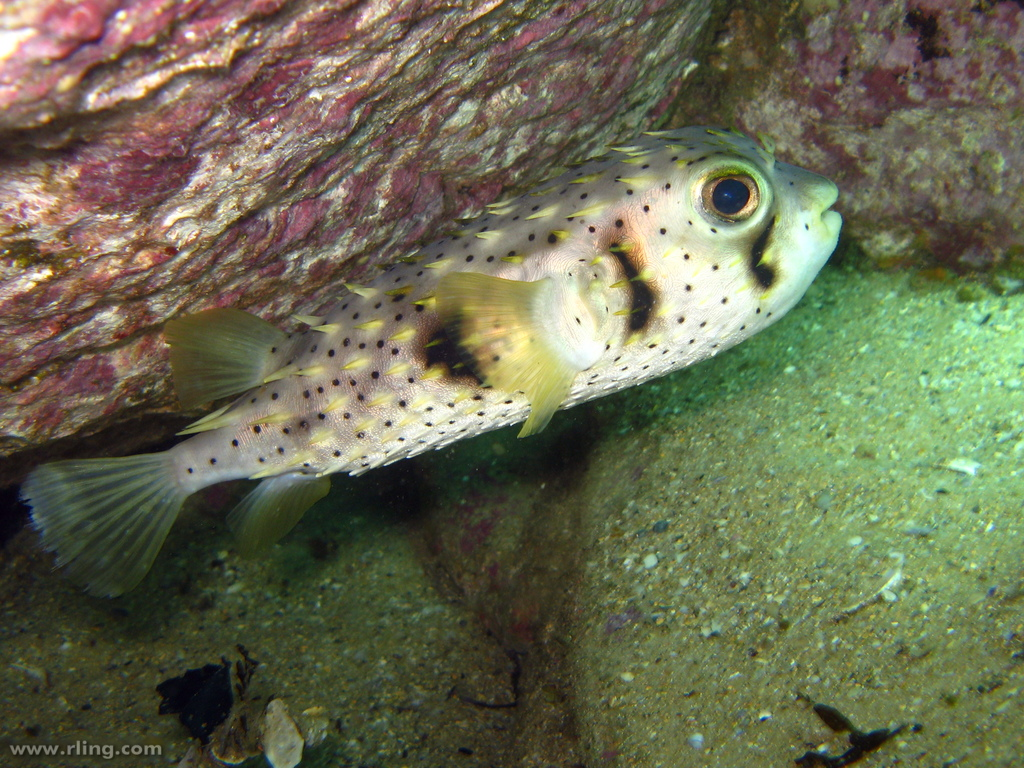
Dicotylichthys punctulatus

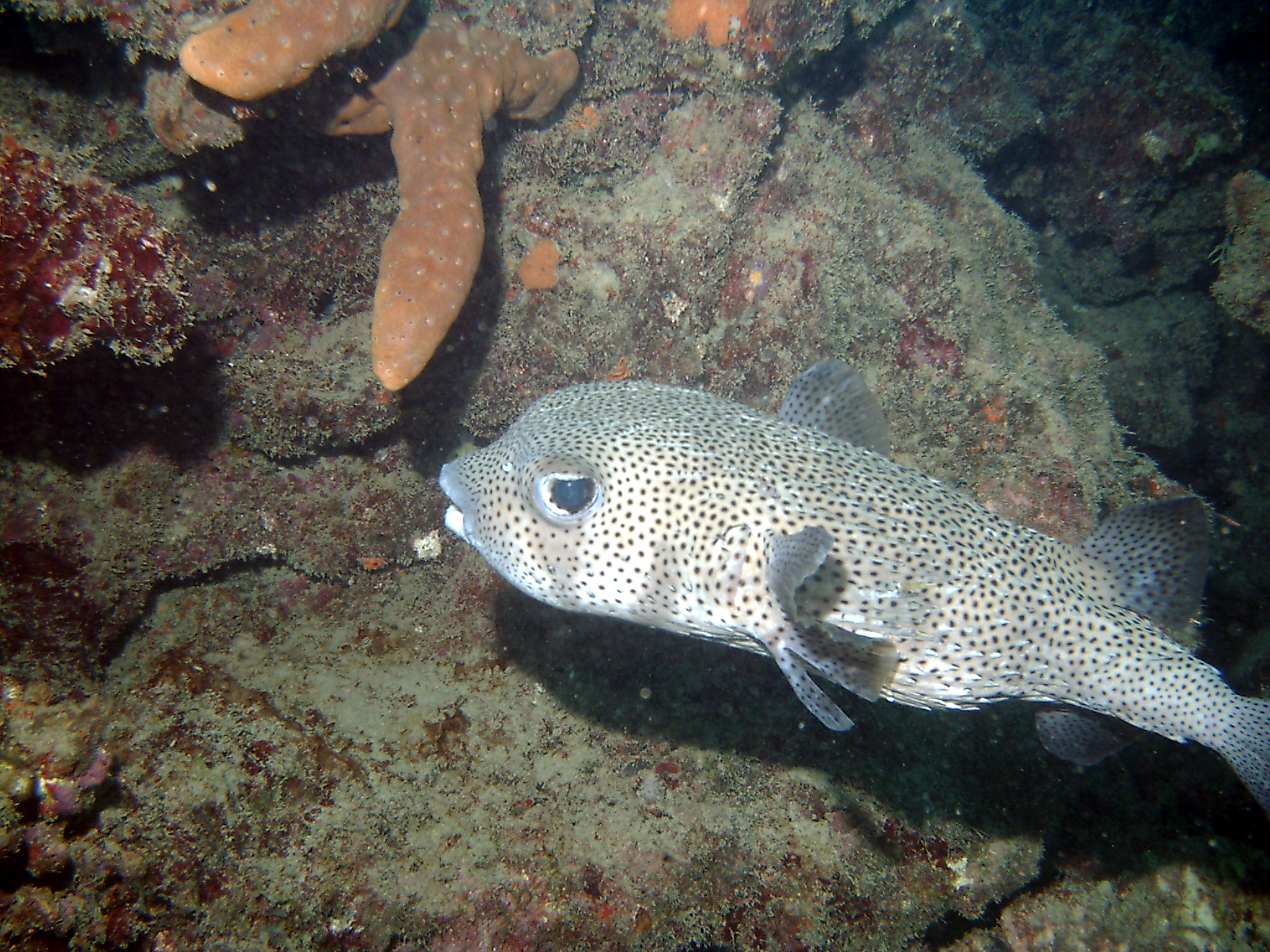
Diodon hystrix

  - Allomycterus pilatus Whitley, 1931
- Chilomycterus
  - Zügel-Igelfisch (Chilomycterus antennatus) (Cuvier, 1816)
  - Chilomycterus antillarum Jordan & Rutter, 1897
  - Grauer Igelfisch (Chilomycterus reticulatus) (Linnaeus, 1758)
  - Chilomycterus schoepfii (Walbaum, 1792)
  - Chilomycterus spinosus mauretanicus (Le Danois, 1954)
  - Chilomycterus spinosus spinosus (Linnaeus, 1758)
- Cyclichthys
  - Cyclichthys hardenbergi (de Beaufort, 1939)
  - Kurzstachel-Igelfisch (Cyclichthys orbicularis) (Bloch, 1785)
  - Gelbflecken-Igelfisch (Cyclichthys spilostylus) (Leis & Randall, 1982)
- Dicotylichthys
  - Dicotylichthys punctulatus Kaup, 1855
- Diodon
  - Diodon eydouxii Brisout de Barneville, 1846
  - Braunflecken-Igelfisch (Diodon holocanthus) Linnaeus, 1758
  - Gepunkteter Igelfisch (Diodon hystrix) Linnaeus, 1758
  - Masken-Igelfisch (Diodon liturosus) Shaw, 1804
  - Langstachel-Igelfisch (Diodon nicthemerus) Cuvier, 1818
- Lophodiodon
  - Mimikry-Igelfisch (Lophodiodon calori) (Bianconi, 1854)
- Tragulichthys
  - Tragulichthys jaculiferus (Cuvier, 1818)

## Gefährdung
Igelfische sind sehr gefährdet, da sie für touristische Zwecke in großer Zahl gefangen werden. Die toten Tiere werden im aufgeblasenen Zustand präpariert und verkauft. Mit diesem Erwerb verdienen viele einheimische Fischer in den Touristenländern mehr Geld als mit der Fischerei.